# Kistótfalu
Kistótfalu es un pueblo ubicado en el distrito de Siklós, en el condado de Baranya, Hungría.

## Superficie
Posee una superficie de 10,50 kilómetros cuadrados.

## Demografía
Hasta 2019 la población era de 276 habitantes, con una densidad de población de 26,29 habitantes por kilómetro cuadrado.